# Elateriformia
Los elateriformes (Elateriformia) son un infraorden de coleópteros polífagos. Las dos familias más extensas de este grupo son los bupréstidos, de los que se han descrito alrededor de 15 000 especies, y los elatéridos, con cerca de 10 000 especies. Destacan también los lampíridos o luciérnagas.

## Taxonomía
Los elateriformes incluyen las siguientes superfamilias:

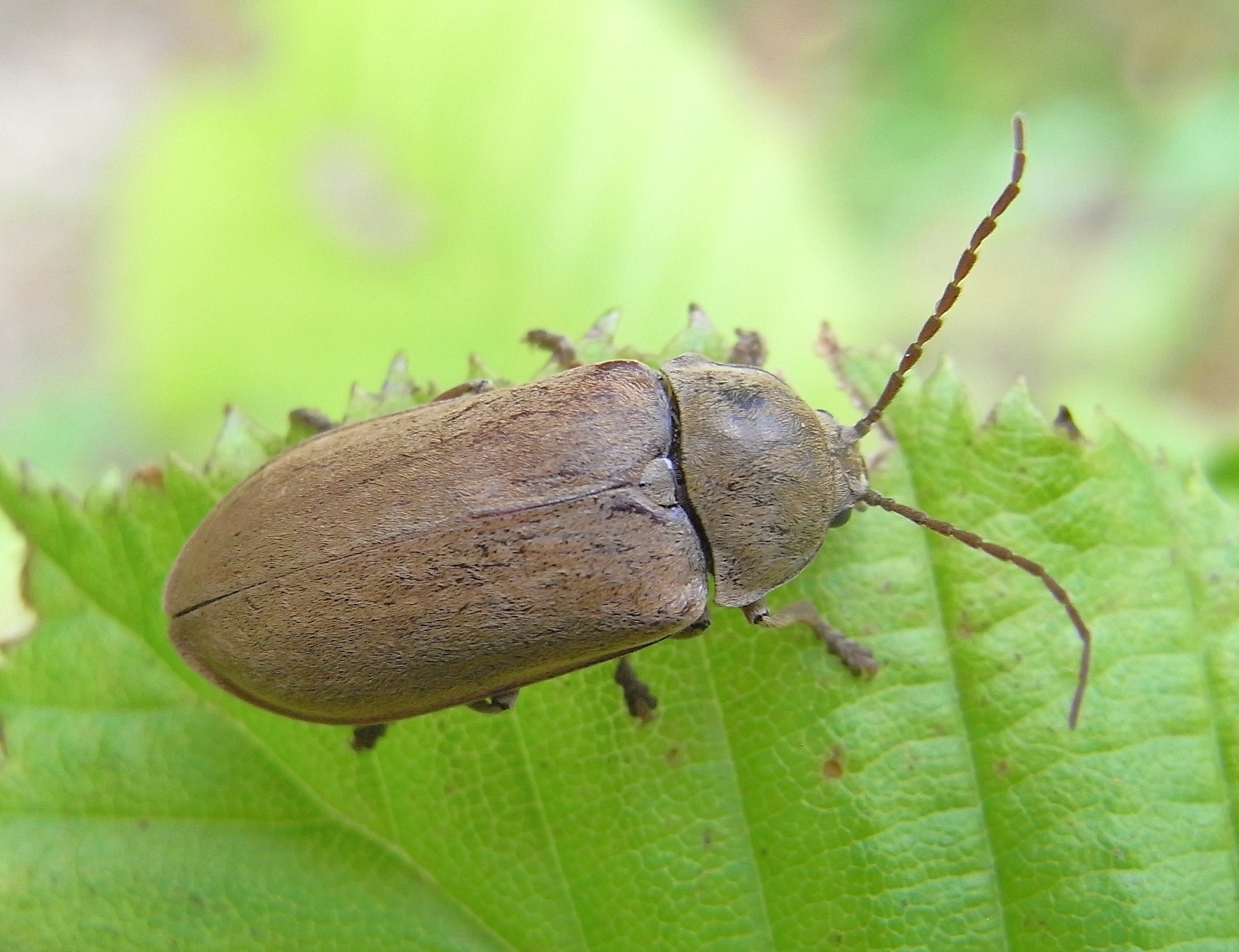
Dascillus cervinus, familia Dascillidae

- Buprestoidea
- Byrrhoidea
- Dascilloidea
- Elateroidea
- Scirtoidea